# Russ Canzler
Russell Michael Canzler (né le 11 avril 1986 à Berwick, Pennsylvanie, États-Unis) est un voltigeur et joueur de premier but des Ligues majeures de baseball évoluant pour les Pirates de Pittsburgh.

## Carrière
Russ Canzler est drafté en 30e ronde par les Cubs de Chicago en 2004. Il évolue en ligues mineures avec des clubs-école des Cubs de 2004 à 2010, atteignant la dernière année le niveau Double-A. Après la saison 2010, il signe comme agent libre avec les Rays de Tampa Bay et évolue en 2011 pour leur club-école de niveau Triple-A, les Bulls de Durham de la Ligue internationale, où il connaît une très bonne saison.
Canzler fait ses débuts dans le baseball majeur avec les Rays de Tampa Bay le 15 septembre 2011. À son deuxième match joué, le 22 septembre face aux Yankees de New York, il réussit son premier coup sûr au plus haut niveau contre le lanceur Aaron Laffey et récolte plus tard son premier point produit grâce à un ballon sacrifice.
Il est cédé aux Indians de Cleveland le 31 janvier 2012 contre une somme d'argent. Canzler dispute 26 matchs avec les Indians en 2012, frappant pour ,269 avec 3 coups de crircuit et 11 points produits. Le 7 septembre, il réussit son premier circuit dans les majeures aux dépens du lanceur Liam Hendriks des Twins du Minnesota.
Canzler change plusieurs fois d'équipe via le ballottage durant l'entre-saison 2012-2013. Le 21 décembre 2012, Canzler est réclamé par les Blue Jays de Toronto, mais les Indians le récupèrent, aussi via le ballottage, le 2 janvier 2013. Le 4 janvier, les Yankees de New York le réclament au ballottage des Indians, puis les Orioles de Baltimore des Yankees le 5 février. Il est cependant assigné au club-école des Orioles à Norfolk et n'est pas rappelé par le club majeur. Le 12 juillet 2013, il est échangé aux Pirates de Pittsburgh contre le lanceur droitier Tim Alderson.